# 黨慶奎
黨慶奎，廣西省鬱林直隸州北流縣人，清朝政治人物、進士出身。
光緒十二年（1886年），参加光緒丙戌科殿試，登進士二甲74名。同年五月，著主事分部学习。